# 알리스 폴
알리스 폴(Alice Pol, 1982년 12월 3일 ~ )은 프랑스의 배우이다.

## 출연 작품
- 세라비: 다섯 번의 기적 (2020)
- 마고와 마게리트의 환상의 시간여행 (2019)
- 나는 괜찮아 (2018)
- 앙브라스 므와! (2017)
- 레이드 크레이지 (2017)
- 후스 더 스트롱게스트? (2015)
- 나의 위대한 친구, 세잔 (2016, Cézanne et moi)
- 사랑이 이끄는 대로 (2015)
- 슈퍼처방전 (2014)
- 조제핀 (2013)
- 더블 다운 (2012)
- 플라이 미 투 더 문 (2012)